# ISZA
Isa Zwart (Emmen, 15 april 2000), ook bekend onder haar artiestennaam ISZA, is een Nederlandse zangeres en singer songwriter. Zij schrijft voornamelijk Engelstalige muziek, maar ook Nederlandse nummers. Zwart treedt sinds de zomer van 2019 voornamelijk op met band maar bij gelegenheid ook solo of met een gitarist.
Zwart won de Cultuurprijs Emmen 2017 van de gemeente Emmen.
In hetzelfde jaar behaalde Isa Zwart de overwinning op het Drèents Liedtiesfestival met haar nummer Mamme see. Later dat jaar, met een aangepaste versie van hetzelfde nummer, vertegenwoordigde ze het Nedersaksisch taalgebied op het Suns Festival voor minderheidstalen in Udine, Italië. Tijdens dit festival werd ze bekroond met de publieksprijs.
Tijdens het Popgala Noord, georganiseerd door Eurosonic Noorderslag in januari 2019, werd Isa Zwart verkozen tot beste talent.
Sinds maart van hetzelfde jaar is ze ambassadeur van het Jeugdfonds Sport en Cultuur Drenthe.
Zwart verzorgde de soundtrack voor de Noord-Nederlands/Duitse oorlogsfilm Grenzeloos Verraad in 2019 en had ook een kleine rol in de film. Later in oktober van datzelfde jaar werd Zwart geselecteerd als lid van de G3 Gibson Generation Group. Dit is een initiatief van Gibson, een toonaangevende Amerikaanse gitaarbouwer. Met dit programma wil Gibson jonge muzikanten stimuleren en begeleiden, en ze bieden hen tevens de mogelijkheid om op te treden op festivals, shows en demo’s die door Gibson worden gesponsord.
Zwart en haar band gaven in januari 2020 een optreden op Eurosonic in Groningen als deel van het talentenbegeleidingstraject Hit the North. In april 2021 koos ze ervoor om verder te gaan onder de artiestennaam ISZA.